# Графське (Сумський район)
Гра́фське — село в Україні, у Миколаївській сільській громаді Сумського району Сумської області. Населення становить 48 осіб.(15 осіб станом на липень 2024.) До 2016 орган місцевого самоврядування — Яструбинська сільська рада.

## Географія
Село Графське знаходиться на березі струмка Крига, вище за течією на відстані 3 км розташоване село Грузьке (ліквідоване в 1988 році), нижче за течією на відстані 3 км розташоване село Баїха. За 1,5 км знаходиться село Капітанівка.

## Історія
12 червня 2020 року, відповідно до розпорядження Кабінету Міністрів України № 723-р «Про визначення адміністративних центрів та затвердження територій територіальних громад Сумської області», село увійшло до складу Миколаївської сільської громади.
19 липня 2020 року, в результаті адміністративно-територіальної реформи та ліквідації Сумського району(1923—2020), увійшло до складу новоутвореного Сумського району.

## Постаті
Уродженцем села був радянський партійний діяч Колесников Сергій Іванович.